# Liste des intercommunalités du Finistère

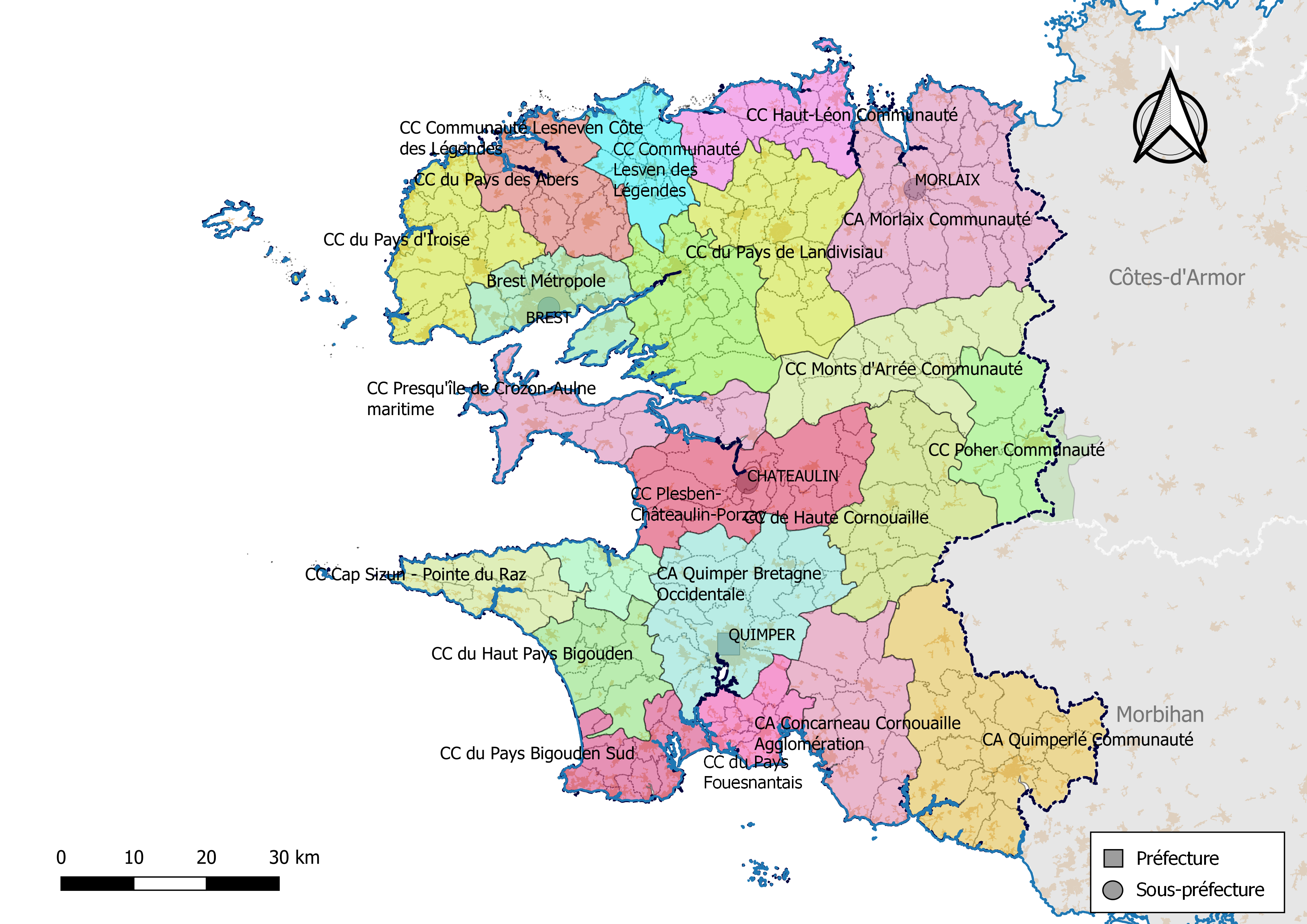
Carte des EPCI du Finistère au 1er janvier 2019.

Le département du Finistère compte 1 métropole, 4 communautés d'agglomération et 16 communautés de communes (dont une interdépartementale) regroupant 277 communes sur les 279 du département.

## Carte
| | Liste des pays et des intercommunalités |
| Pays de Brest - Brest Métropole - Pays d'Iroise Communauté (cc) - Communauté de communes du pays des Abers - Communauté Lesneven Côte des Légendes (cc) - Communauté d'agglomération du Pays de Landerneau-Daoulas - Communauté de communes Presqu'île de Crozon-Aulne maritime Pays de Morlaix - Morlaix Communauté (ca) - Communauté de communes du Pays de Landivisiau - Haut-Léon Communauté (cc) Pays Centre Ouest Bretagne (Côtes-d'Armor, Finistère et Morbihan) - Monts d'Arrée Communauté (cc) - Poher communauté (cc) (sept communes dans le Finistère et quatre dans les Côtes-d'Armor) - Communauté de communes de Haute Cornouaille - Roi Morvan Communauté (cc) (vingt-et-une communes dans le Morbihan) - Communauté de communes du Kreiz-Breizh (vingt-trois communes dans les Côtes-d'Armor) | Pays de Cornouaille - Quimper Bretagne Occidentale (ca) - Communauté de communes de Pleyben-Châteaulin-Porzay - Douarnenez Communauté (cc) - Communauté de communes Cap Sizun - Pointe du Raz - Communauté de communes du Haut Pays Bigouden - Communauté de communes du Pays Bigouden Sud - Communauté de communes du Pays fouesnantais - Concarneau Cornouaille Agglomération Pays de Lorient (Morbihan et Finistère) - Quimperlé Communauté (ca) - Lorient Agglomération (vingt-cinq communes dans le Morbihan) - Blavet Bellevue Océan Communauté (cinq communes dans le Morbihan) |

## Intercommunalités à fiscalité propre
Au 1er janvier 2018, le département du Finistère compte 21 établissements publics de coopération intercommunale à fiscalité propre dont le siège est dans le département (5 communautés d'agglomération et 15 communautés de communes), dont un qui est interdépartemental.
| Forme juridique            | Nom                                    | no SIREN  | Date de création | Nombre de communes     | Population (der. pop. légale) | Superficie (km2) | Densité (hab./km2) | Siège               | Président               |
| -------------------------- | -------------------------------------- | --------- | ---------------- | ---------------------- | ----------------------------- | ---------------- | ------------------ | ------------------- | ----------------------- |
| Métropole                  | Brest Métropole                        | 242900314 | 24 mai 1973      | 8                      | 211 920 (2021)                | 218,40           | 971                | Brest               | François Cuillandre     |
| Communauté d'agglomération | CA Quimper Bretagne occidentale        | 200068120 | 1er janvier 2017 | 14                     | 101 591 (2021)                | 479,40           | 212                | Quimper             | Isabelle Assih          |
| Communauté d'agglomération | Morlaix Communauté                     | 242900835 | 30 décembre 1999 | 26                     | 64 893 (2021)                 | 680,30           | 95                 | Morlaix             | Jean-Paul Vermot        |
| Communauté d'agglomération | Quimperlé Communauté                   | 242900694 | 28 décembre 1993 | 16                     | 56 590 (2021)                 | 607,0            | 93                 | Quimperlé           | Sébastien Miossec       |
| Communauté d'agglomération | CA du Pays de Landerneau-Daoulas       | 242900801 | 1er janvier 2009 | 22                     | 49 625 (2021)                 | 371,40           | 134                | Landerneau          | Patrick Leclerc         |
| Communauté d'agglomération | Concarneau Cornouaille Agglomération   | 242900769 | 1er janvier 2012 | 9                      | 51 873 (2021)                 | 371,30           | 140                | Concarneau          | Olivier Bellec          |
| Communauté de communes     | Pays d'Iroise Communauté               | 242900074 | 30 octobre 2008  | 19                     | 49 472 (2021)                 | 317,10           | 156                | Lanrivoaré          | André Talarmin          |
| Communauté de communes     | CC du pays des Abers                   | 242900553 | 29 juin 2009     | 13                     | 41 800 (2021)                 | 271,0            | 154                | Plabennec           | Jean-François Tréguer   |
| Communauté de communes     | CC du Pays Bigouden Sud                | 242900702 | 6 avril 2009     | 12                     | 37 866 (2021)                 | 167,10           | 227                | Pont-l'Abbé         | Stéphane Le Doaré       |
| Communauté de communes     | CC du Pays de Landivisiau              | 242900751 | 22 juillet 2010  | 19                     | 33 471 (2021)                 | 404,20           | 83                 | Landivisiau         | Henri Billon            |
| Communauté de communes     | Haut-Léon Communauté                   | 200067072 | 1er janvier 2017 | 14                     | 31 574 (2021)                 | 246,10           | 128                | Saint-Pol-de-Léon   | Jacques Edern           |
| Communauté de communes     | CC du Pays fouesnantais                | 242900660 | 4 novembre 2011  | 7                      | 29 002 (2021)                 | 130,30           | 223                | Fouesnant           | Roger Le Goff           |
| Communauté de communes     | Communauté Lesneven Côte des Légendes  | 242900793 | 26 décembre 1994 | 14                     | 27 571 (2021)                 | 202,80           | 136                | Lesneven            | Claudie Balcon          |
| Communauté de communes     | CC de Pleyben-Châteaulin-Porzay        | 200067247 | 1er janvier 2017 | 17                     | 22 768 (2021)                 | 426,90           | 53                 | Châteaulin          | Gaëlle Nicolas          |
| Communauté de communes     | CC Presqu'île de Crozon-Aulne maritime | 200066868 | 1er janvier 2017 | 10                     | 22 430 (2021)                 | 281,0            | 80                 | Crozon              | Mickaël Kerneis         |
| Communauté de communes     | Douarnenez Communauté                  | 242900645 | 27 janvier 2012  | 5                      | 18 383 (2021)                 | 105,50           | 174                | Douarnenez          | Philippe Audurier       |
| Communauté de communes     | CC du Haut Pays Bigouden               | 242900710 | 28 décembre 1993 | 10                     | 18 529 (2021)                 | 211,10           | 88                 | Pouldreuzic         | Josiane Kerloc'h        |
| Communauté de communes     | Poher communauté                       | 242900744 | 18 décembre 2009 | 11 (dont 4 dans le 22) | 15 357 (2021)                 | 301,20           | 51                 | Carhaix-Plouguer    | Christian Troadec       |
| Communauté de communes     | CC Cap Sizun - Pointe du Raz           | 242900629 | 8 octobre 2008   | 10                     | 15 286 (2021)                 | 177,40           | 86                 | Pont-Croix          | Gilles Sergent          |
| Communauté de communes     | CC de Haute Cornouaille                | 242900561 | 17 décembre 1993 | 11                     | 14 900 (2021)                 | 410,90           | 36                 | Châteauneuf-du-Faou | Bernard Saliou          |
| Communauté de communes     | Monts d'Arrée Communauté               | 200067197 | 1er janvier 2017 | 12                     | 7 684 (2021)                  | 393,40           | 20                 | Loqueffret          | Jean-François Dumonteil |

## Composition par pays

### Pays de Brest
Au nord-ouest, le Pays de Brest compte 89 communes sur 1 690 km² et compte 384 617 habitants (2006), soit 43,1 % de la population du département. Il couvre les intercommunalités suivantes : 
1. Brest Métropole (Métropole).
2. Communauté d’agglomération du Pays de Landerneau-Daoulas (CA)
3. Communauté de communes du Pays de Lesneven et de la côte des Légendes
4. Communauté de communes du Pays d'Iroise
5. Communauté de communes du Pays des Abers
6. Communauté de communes de la presqu'île de Crozon
7. Communauté de communes de l'Aulne Maritime

### Pays duCentre Ouest Bretagne
À l'ouest, le Pays du Centre Ouest Bretagne compte 108 communes (dont 37 dans le Finistère) sur 3 143,28 km² (1 140,05 km² dans le Finistère) et compte 102 763 habitants (2006) (dont 43 445 dans le Finistère), soit 4,9 % de la population du département. Il couvre les communautés de communes suivantes :
1. Communauté de communes des Monts d'Arrée
2. Communauté de communes de Haute Cornouaille
3. Communauté de communes de la Région de Pleyben
4. Communauté de communes Poher communauté
5. Communauté de communes du Yeun Elez

### Pays de Cornouaille
Le pays de Cornouaille compte 67 communes sur 1 642 km2 et compte 267 276 habitants (2016), soit 29,4 % de la population du département du Finistère : 
1. Quimper Communauté
2. Concarneau Cornouaille Agglomération
3. Communauté de communes du Cap-Sizun
4. Communauté de communes du Haut Pays Bigouden
5. Communauté de communes du Pays Bigouden Sud
6. Communauté de communes du Pays de Châteaulin et du Porzay
7. Communauté de communes du Pays de Douarnenez
8. Communauté de communes du Pays Fouesnantais
9. Communauté de communes du Pays Glazik

Quimperlé communauté l’ayant quitté pour rejoindre le Pays de Lorient.

### Pays de Morlaix
Au nord, le Pays de Morlaix compte 61 communes sur 1 330,12 km² et compte 128 782 habitants (2006), soit 14,6 % de la population du département. Il couvre les intercommunalités suivantes : 
1. Communauté d'agglomération du Pays de Morlaix
2. Communauté de communes de la Baie du Kernic
3. Communauté de communes du Pays de Landivisiau
4. Communauté de communes du Pays Léonard

### Pays de Lorient
Le Pays de Lorient, dont la majeure partie est située dans le Morbihan compte une Intercommunalité dans le Finistère : 
1. Quimperlé Communauté

## Historique du découpage intercommunal

### 2016
- La communauté de communes du pays de Quimperlé se transforme en une communauté d'agglomération et est renommée Quimperlé Communauté.

### 2017
- Création de la communauté de communes Monts d'Arrée Communauté par fusion de la communauté de communes des Monts d'Arrée et de la communauté de communes du Yeun Elez[22].
- Création de la communauté de communes Haut-Léon Communauté par fusion de la communauté de communes de la Baie du Kernic et de la communauté de communes du Pays Léonard[23].
- Création de la communauté de communes Presqu'île de Crozon-Aulne maritime par fusion de la communauté de communes de la presqu'île de Crozon et de la communauté de communes de l'Aulne Maritime, avec retrait de la commune de Saint-Ségal[24].
- Création de la communauté de communes de Pleyben-Châteaulin-Porzay par fusion de la communauté de communes de la Région de Pleyben et de la communauté de communes du pays de Châteaulin et du Porzay, étendue à la commune de Saint-Ségal et avec retrait de la commune de Quéménéven[25].
- Création de la communauté d'agglomération Quimper Bretagne occidentale par fusion de Quimper Communauté avec la communauté de communes du Pays Glazik, étendue à la commune de Quéménéven[26].

## Communes sans intercommunalités
1. Ouessant
2. Île-de-Sein